# Vellezzo Bellini
Vellezzo Bellini (Vles in dialetto pavese) è un comune italiano di 3 527 abitanti della provincia di Pavia in Lombardia. Si trova nella parte nordoccidentale del Pavese, presso la ex SS 35 dei Giovi e il Naviglio Pavese, nella zona tradizionalmente nota come Campagna Soprana; dista circa 10 km da Pavia e 25 km da Milano.

## Storia
Il primo cenno storico su Vellezzo Bellini risale al 1116 quando il Papa di allora, Pasquale II, accettò sotto la protezione della Sede Apostolica i Canonici della chiesa pavese di S. Michele Maggiore, confermando fra i loro possedimenti i territori di Vileggio e Auriglosso (ovvero gli antichi nomi di Vellezzo e Origioso).
Bisogna attendere il 1190 per avere le prime notizie di Iovenzano (ovvero l'antico nome di Giovenzano), che curiosamente ha una storia medioevale molto diversa da quella di Vellezzo. Mentre quest'ultimo, infatti, è per la maggior parte oggetto di possedimenti ecclesiastici, Giovenzano è sottoposto al controllo di grandi famiglie nobili milanesi e pavesi, sino ad arrivare, intorno alla fine del Cinquecento ad un controllo quasi totale (l'80% dei territori) da parte dei Marchesi Pallavicino di Scipione, Signori di Giovenzano che elessero la loro residenza nel Palazzo Pallavicino (detto anche Castello di Giovenzano, o anche Giardinone, oggi proprietà privata), ben conservato e visibile dalla strada che conduce a Osteriette. Nel 1742, il Marchese Giovanni Battista Bellini prende possesso del territorio di Vellezzo; per ossequio al feudatario, il comune, col regio decreto n. 1998 del 1864 , assumerà la denominazione odierna di Vellezzo Bellini.
Bisogna attendere, tuttavia, il gennaio 1873 perché Vellezzo Bellini, Giovenzano (CC E046), Origioso (CC G104) e anche Robecchino (che era una località autonoma aggregata a Vellezzo nel XVIII secolo) siano riuniti in un unico Comune (a seguito del R.D. 01/11/1872)  e cominci la storia "moderna" del Comune di Vellezzo Bellini.

## Società

### Evoluzione demografica
Abitanti censiti

## Amministrazione
L'amministrazione è retta dal sindaco Graziano Boriotti, eletto a seguito delle elezioni amministrative del 31 maggio 2015, riconfermato alle elezioni del 20 e 21 settembre 2020.

Fino al 1872 l'attuale comune di Vellezzo Bellini era formato dai tre comuni distinti di Vellezzo Bellini, Giovenzano e Origioso.

Come indicato nel libro "Vellezzo Bellini e le sue terre", di Guido Zanaboni, edizione a cura del comune di Vellezzo Bellini, 1990, di seguito si riporta l'elenco di coloro che hanno retto l'amministrazione comunale, con la data di inizio mandato:

| Anno | Sindaco         | Comune           |
| ---- | --------------- | ---------------- |
| 1866 | Angelo Gallotti | Giovenzano       |
| 1866 | Nicola Moro     | Vellezzo Bellini |
| 1866 | Luigi Vigoni    | Origioso         |
| 1869 | Luigi Peregrini | Vellezzo Bellini |
| 1872 | Giuseppe Servi  | Origioso         |

Dal 01/01/1873, i tre comuni vennero fusi nell'unico comune di Vellezzo Bellini, con regio decreto 01/11/1872, che soppresse i comuni di Giovenzano e Origioso.

Di seguito, si riporta l'elenco di coloro che hanno retto l'amministrazione comunale, con la data di inizio mandato:

| Anno           | Nominativo          | Titolo                    |
| -------------- | ------------------- | ------------------------- |
| 1873           | Luigi Rognoni       | Sindaco                   |
| 1878           | Ercole De Paoli     | Sindaco                   |
| 1896           | Pietro Vigoni       | Sindaco                   |
| 1904           | Angelo De Paoli     | Sindaco                   |
| 1909           | Ernesto Mainetti    | Sindaco                   |
| 1914           | Pietro Vigoni       | Sindaco                   |
| 1920           | Domenico Ghio       | Sindaco                   |
| 1924           | Pietro Moro         | Commissario Prefettizio   |
| 1925           | Pietro Moro         | Sindaco                   |
| 1926           | Carlo Nicola        | Podestà                   |
| 1928           | Ugo Vittadini       | Podestà                   |
| 1931           | Enea Rossi          | Commissario Prefettizio   |
| 1932           | Enea Rossi          | Podestà                   |
| 1933           | Renato Vittadini    | Commissario Prefettizio   |
| 1934           | Piero Camussone     | Podestà                   |
| 1939           | Ettore Perazzo      | Podestà                   |
| 1941           | Pietro Sala         | Commissario Prefettizio   |
| 1942           | Ettore Perazzo      | Podestà                   |
| 1943           | Piero Camussone     | Podestà                   |
| settembre 1943 | Enea Rossi          | Commissario Prefettizio   |
| gennaio 1944   | Marco Locatelli     | Commissario Prefettizio   |
| maggio 1945    | Pietro Raffaldi     | Sindaco                   |
| agosto 1945    | Stanislao Chiaroni  | Sindaco                   |
| giugno 1951    | Luigi Farina        | Sindaco                   |
| luglio 1952    | Francesco Conti     | Sindaco                   |
| 1956           | Angelo Morandi      | Sindaco                   |
| 1960           | Carlo Passoni       | Sindaco                   |
| 1975           | Umberto Giardini    | Sindaco                   |
| 1985           | Ernesto Moro        | Sindaco                   |
| 2004           | Mario Seregni       | Sindaco                   |
| 2005           | Paola Serafini      | Commissario Straordinario |
| 2006           | Graziano Boriotti   | Sindaco                   |
| 2011           | Mario Mauro Mossini | Sindaco                   |
| 2014           | Sara Morrone        | Commissario Straordinario |
| 2015           | Graziano Boriotti   | Sindaco                   |

## Stemma e gonfalone
Lo stemma e il gonfalone sono stati assegnati con D.P.R. del 17.05.1986.
| Blasonatura | Descrizione dello stemma |
| --- | --- |
| Stemma: partito: nel primo, cinque punti d'oro equipollenti a quattro di verde; nel secondo, d'argento, alla branca di leone, recisa, di rosso, posta in banda; il tutto alla campagna d'azzurro, caricata di tre spighe di riso, ciascuna fogliata di due, d'oro, poste a ventaglio. Ornamenti esteriori da Comune. Gonfalone: drappo partito di bianco e di verde riccamente ornato di ricami d'argento e caricato dello stemma sopra descritto con la iscrizione centrata in argento recante la denominazione del Comune. Le parti di metallo ed i cordoni saranno argentati. L'asta verticale sarà ricoperta di velluto dei colori del drappo, alternati, con bullette argentate poste a spirale. Nella freccia sarà rappresentato lo stemma del Comune e sul gambo inciso il nome. Cravatta con nastri tricolorati dai colori nazionali frangiati d'argento. | I cinque punti d'oro equipollenti ai quattro di verde ricordano lo stemma della famiglia Pallavicino, feudataria di Giovenzano fino al XVIII secolo; la branca di leone rossa, recisa, è riportata nello stemma del marchese D. Pietro Bellini, feudatario di Vellezzo, Battuda e Soncino (che attualmente fa parte del comune di Rognano) nel '700 (il quadro è visibile presso gli uffici comunali, nell'ufficio del Sindaco). Le spighe di riso richiamano la fertilità della terra pavese e indicano la coltura tipica di tale zona agricola. |

## Monumenti e luoghi d'interesse

### Architetture religiose
- Parrocchia di Vellezzo Bellini: chiesa dedicata a San Bartolomeo apostolo e a San Nicolò vescovo.
- Parrocchia di Giovenzano: chiesa dedicata ai Santi Gervasio e Protasio martiri.

### Architettura fortificata
- Castello di Giovenzano, detto anche Giardinone. Si tratta di un tipico castello rurale, costruito nel secolo XVI per la protezione dei poderi e il ricovero delle derrate. Era la residenza di campagna di un ramo della famiglia Pallavicino, Marchesi di Scipione; ora è utilizzato come abitazione privata e luogo per matrimoni ed eventi.